# Dones en medicina
La presència de les dones en la medicina, especialment en els diferents camps de la pràctica de la medicina i cirurgia, com a metgesses, es remunta als inicis de la història de la humanitat. Les dones han tingut nivells de participació més baixos en les ciències de la salut en comparació amb els homes, amb taxes d'ocupació que variaven segons la raça, l'estat socioeconòmic i la geografia.
La pràctica informal de la medicina de les dones com a cuidadores, herbolàries, trementinàries, llevadores, o com a paramèdiques, ha estat força generalitzada. Des de principis del segle xx, la majoria dels països del món ofereixen a les dones accés a l'educació mèdica. No tots els països garanteixen la igualtat d'oportunitats laborals i la igualtat de gènere, que encara s'ha d'aconseguir ampliar a totes les especialitats mèdiques i arreu del món.

## Prehistòria
Durant el Paleolític apaeixen les figures de les venus prehistòriques on la figura femenina és venerada, identificant els atributs sexuals ben marcats, fent visible la gestació amb els pits, malucs i els òrgans genitals força destacats. Exemples d'aquestes estatuetes les trobem a: la Venus de Hohle Fels (75.000 aC); Venus de Willendorf (24.000 aC); Dona asseguda de Çatalhöyük (6.000 aC), o la Venus de Gavà (4.000 aC) en la nosta geografia.
Amb el Neolític apareixen els cultes a les Deesses mares en que es venera la maternitat i fertilitat, així com el vincle amb el paper cosmológic de deïtat cradora, relacionada sovint amb la mare terra o l'ou còsmic. Marija Gimbutas va defensar l'existència d'una societat neolítica primigènica de base matriarcal o matrilineal en els pobles protoindoeuropeus, identificant la terra amb la fecundació creadora.

## Antiguitat
La mitologia en les societats orientals i occidentals d'Euràsia van anar evolucionant, desenvolpant un gran nombre de deítats femenines vinculades a la salut. En aquest sentit a Orient, segons la mitolgia xinesa, trobem la deessa Jiutian Xuannü relacionada amb la longevitat i el sexe. La mitologia india també aporta diferents exemples de deïtats vinculades amb la salut: Mariamman s'invoca per la cura de la verola, còl·lera i varicel·la. Shitala és una divinitat de l'India que cura la verola, nafres i pústules principalment. Jvarasura s'invoca pel tractament de la febre, mentre que Parnashavari vetlla per tenir cura de les epidèmies. Segons la mitologia inuit la deessa Pinga està relacionada amb la medicina.
En Orient Pròxim diverses divinitats s'han vinclulat amb la cura de la salut. Així trobem a Anahit, deessa que segons la mitologia armènia, vetlla per guariment dels humans. Kamrušepa és una deitat que segons la mitologia hitita es relacionava amb la màgia i la medicina. Sausga era una divinitat hurrita consagrada a l'amor, guerra i la salut. Ninti va ser una deïtat sumèria vinculada amb la salut. D'acord amb la mitolgia etrusca, Menrva era deessa de la guerra i la medicina, que posteriorment passaria a ser adoptada a Occident com a Minerva. La mitologia de l'antic egipte ofereix un gran nombre de deïtats relacionades amb disciplines mèdiques. Sekhmet, deessa de la salut i la guerra. Selcis invocada contra les intoxicacions i verins. Ta-Bitjet també s'invocava com a remei contra els verins. Isis era una deessa invocada per temes de salut, matrimoni i la descendència, mentre que Beset protegia la infància, de mateixa manera que Taweret.
Ja en Europa Occidental trobem també un bon nombre de deitats femenines de l'Antiguitat relacionades amb les ciències de la salut. La mitologia irlandesa incorpora diverses deïtats relacionades amb la salut: Airmed i Brigit. En la mitologia celta identifiquem a la divinitat Ianuaria vinculada amb la salut que professen els practicants del politeisme celta. Pel que fa a la mitologia grega, origen de la cultura occidental, s'identifiquen les següents deesses relacionades amb la salut: Àrtemis (part, Kourotrophos, maternitat i castedat, a part de ser protectora de la vida salvatge i la caça); Ilitia, filla de Zeus i Hera, vinculada a la maternitat, així com la seva mare; Epíone, esposa d'Asclepi, que també practicava les arts sanatòries; Aegle, una de les files d'Epione també benefactora de la salut; Higiea, filla d'Asclepi i Lampècia, que donà nom al terme higiene; Iaso. una altra filla d'Asclepi i germana d'Higieia, venarada en alguns santuaris; Panacea també era filla d'Asclepi i Lampècia, i que se la relaciona amb la curació a través de plantes o matèria medica, donant nom al terme panacea com a guariment universal.
La mitologia romana aporta alhora altres divinitats femenines relacionades amb la salut: Angítia se l'adorava contra les picades de les serps; Bona Dea, Ceres, segons la religió a l'antiga Roma estaven vinculades a la fertilitat i maternitat; Febris protegia de la malària i la febre, donant nom actualment a aquest terme; Ferònia, d'origen etrusc, estava vinculada amb la fertilitat i la vida salvatge; mentre que Valetudo és l'adopció romana de la deitat grega Higiea, també relacionada amb la sanitat i la higiene.

### Antigues pioneres de la salut
Durant el Regne Antic d'Egipte, trobem a Peseshet, és considerada com la primera dona descrita en una inscripció com "la dona supervisora de les dones metgesses", així com fou la primera dona anomenada en els anals de la història de la ciència. Ubartum va ser una dona sumèria que va viure a Garšana (Mesopotàmia) sobre el 2050 aC a, i se la vincula a una família de metges, i la trobem identificada en restes de tauletes cuneiformes. Agamede, a l'antiga grècia, és citada per Homer com a fetillera, abans de la guerra de Troia. Metrodora, va ser una metgessa és considerada com la primera dona escriptora mèdica.El seu llibre, Sobre les malalties i les cures de les dones,  influenciat per Corpus hipocràtic, va ser el llibre mèdic més antic escrit per una dona i referenciat per moltes altres dones metgesses. Agnòdice, natural d'Atenes al segle IV aC, vivia en una societat on es tenia prohibit que cap esclau o cap dona aprengués medicina sota pena de mort. Desafiant el sistema i animada pel seu pare, es va tallar els cabells, es va vestir d'home, i va anar a Alexandria a estudiar amb Heròfil, que era un metge expert en fisiologia i anatomia, i a on es va especialitzar en ginecologia.Julia Saturnina és la primera metgessa documentada a la península Ibèrica a la ciutat d'Emerita Augusta que va exercir l'obstetricia i la pediatria al segle II.
- Jiutian Xuannü, deessa xinesa del sexe i longevitat
- Mariamman, deessa india de la fertilitat i contra malalties infeccioses
- Shitala, deessa india contra la verola i altres infeccions
- Jvarasura, deessa india contra la febre.
- Isis lactants, deessa egípcia del matrimoni i infància
- Sekhmet, deessa egípcia de la guerra i la medicina
- Anahit, com Afrodita, deessa armènia de la fertilitat
- Menrva deessa etrusca de la guerra i la medicina
- Àrtemis d'Efes, deessa grega del part i la infància
- Higieia, deessa grega contra les plagues
- Panacea, deessa grega guaridora universal
- Febris,deessa romana protectora contra la febre

## Edat Mitjana
Durant l'Edat Mitjana, els convents eren un lloc on es promovia l'educació per a les dones, i algunes d'aquestes comunitats els hi donaven oportunitats per contribuir al coneixement científic. L'abadessa benedictina alemanya Hildegarda de Bingen, practicant de la Regla de Sant Benet, n'és un exemple paradigmàtic, la qual va portar a terme una extensa activitat literària, escrivint sobre temes mèdics, botànics i història natural. Se la considera la primera dona metgessa d'Alemanya.
Les dones a l'Edat Mitjana van participar en tècniques de guarliment i capacitació en medicina i la docència en disciplines mèdiques. Van treballar com a herbolàries, llevadores, cirurgianes, barberes-cirurgianes, infermeres i altres practicants sanitaris. S'han registrat els noms de 24 dones descrites com a cirurgianes a Nàpols, Itàlia, entre 1273 i 1410, i hi ha  referènciades 15 dones practicants, la majoria jueves i cap descrita com a llevadora, a Frankfurt, Alemanya i entre 1387-1497. Les primeres dones metgesses angleses conegudes, Solicita i Matilda Ford, que daten de finals del segle XII; s'anomenaven medica, un terme utilitzat pels practicants amb formació mèdica reglada.
La societat medieval limitava el paper de les dones al coneixement mèdic. Amb l'establiment de les facultats de medicina a les  universitats durant el segle XIII, les dones van quedar excloses de l'educació mèdica avançada. L'obtenció de la llicència va començar a requerir vots clericals per als quals les dones no eren elegibles, i la curació com a professió va passar a ser dominada pel sexe masculí. La regulació de les professions sanitàries del segle XV a principis del XIX en territori espanyol es portava a terme per la institució coneguda com a Protomedicat que vigilava les bones pràctiques dels aspirants a exercir-les a través d'exàmens, també a les llevadores, sota supervició mèdica. Pero les classes populars necessitaven també d'atenció mèdica i per aquest motiu existien les curanderes i herbolàries que practicaven les ciències de la salut a les zones rurals on no hi havia atenció mèdica oficial. A les obres de Chaucer, Contes de Canterbury (1387) i Rojas, La Celestina (1499) trobem també elements de les pràctiques mèdiques utilitzades per les dones medievals. Moltes d'elles però van ser condemnades per bruixes perquè anaven contra el pensament únic de la Inquisició.
Els cirurgians i els barbers-cirurgians sovint s'organitzaven en gremis, que els hi permetia gestionar millor les llicències de la seva activitat. Les filles i dones dels agremiats es van fer també membres del gremi, generalment després de la mort del pare o marit, podent exercir així la professió. Exemple d'aquesta actuació és el testimoni de Katherine "la surgiene" de Londres, filla de Tomàs el cirurgià i germana de Guillem el Cirurgià, que va ingressar al gremi el 1286.
Les llevadores, les que van assistir les dones embarassades durant el part i algunes cures posteriors, eren unes professionals de la salut amb un ofici que tenia l'exclusivitat femenina. Les llevadores constituïen aproximadament un terç de les dones professionals de la medicina i tenien gairebé l'exclusivitat davant el sexes masculí en el tractament de les malalties de les dones. A la Corona d'Aragó una de les llevadores mes reconegudes fou Bonanada. D'origen jueu, va estar al servei d'Elionor de Sicília (s.XIV) i d'altres corts peninsulars.

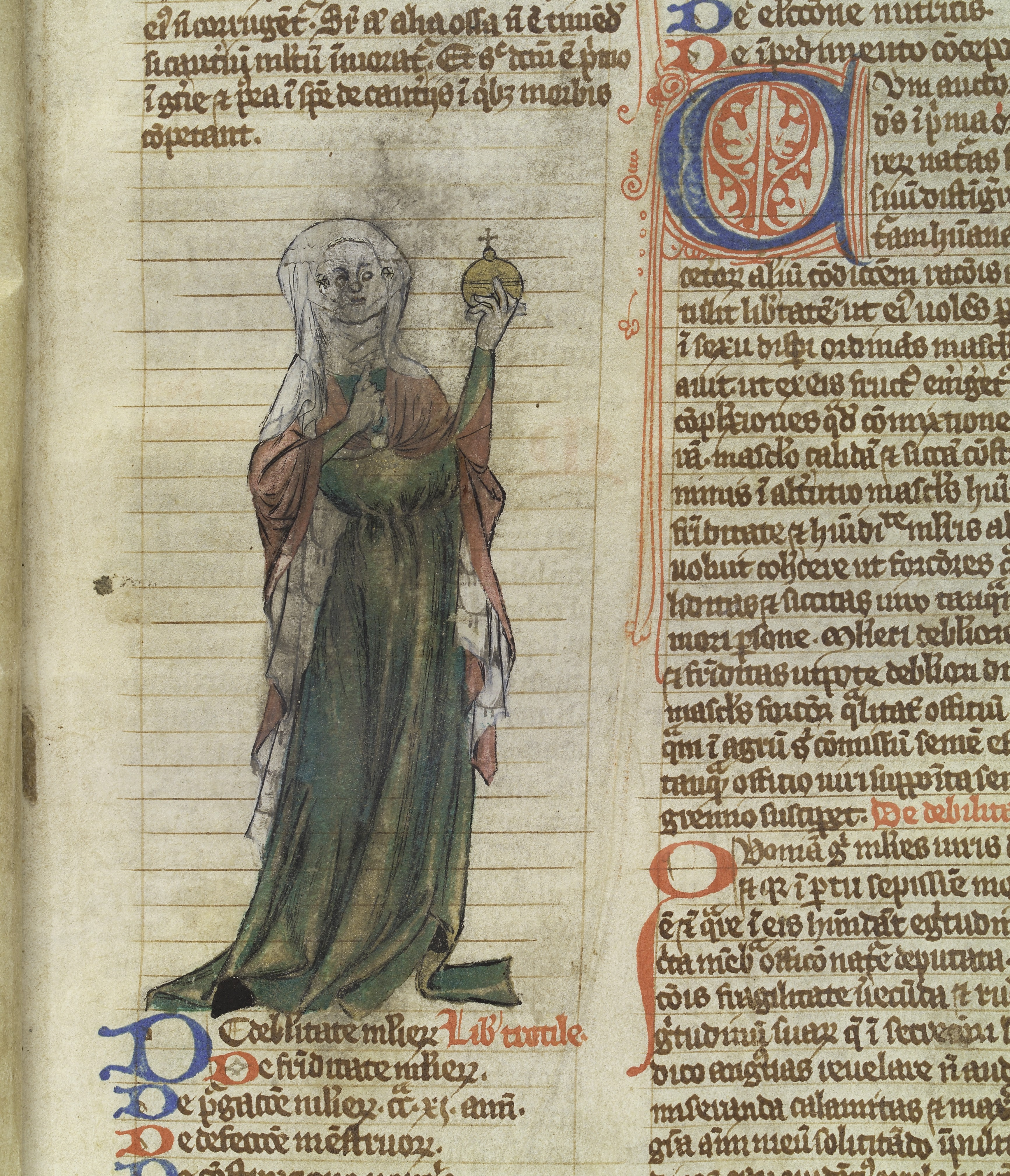
Representació de Trotula de Ruggiero a partir d'un manuscrit ca segle XII-XIII

La ciutat de Salern,al sud d'Itàlia, va emergir l'Escola Mèdica Salernitana, que va ser un centre d'educació i pràctica mèdica al segle XII. Aqui hi trobem la metgessa Trotula de Ruggiero, que va recopilar una sèrie de les seves pràctiques mèdiques en diverses col·leccions escrites. A aquesta figura se li assoca l'obra De curis mulierum ('Sobre la cura per a les dones') va constituir el nucli del que es va conèixer com a conjunt Trotula, un compendi de tres textos que van circular per l'Europa medieval. Les Mulieres Salernitanae van ser un grup de metgesses que van practicar la medicina en aquest indret i van ajudar a promoure el renaixement mèdic al vell continent. Dobrodeia de Kiev va ser reina consort del l'Imperi Romà d'Orient, casda amb Aleix Comné i reconeguda pels seus escrits de base galènica i sobre unguents. .
Dorotea Bucca, va exercir com a metgessa a Itàlia, catedràtica de filosofia i medicina per la Universitat de Bolonya durant més de quaranta anys a partir de 1390. Altres dones italianes de les quals s'han registrat contribucions a la medicina són: Abella de Salern,Jacoba Félicié, Alessandra Giliani, Rebecca Guarna, Mercuriade (segle XIV), Costanza Calenda, Clarice de Durisio (segle XV), Constanza, Maria Incarnata i Thomasia de Mattio.

### Islam medieval
Per al món islàmic medieval, es coneix poca informació sobre les dones professionals de la medicina encara que es considera que les dones de l'èpoica van estar involucrades regularment en la pràctica mèdica.  Els escriptors mèdics masculins es refereixen a la presència de dones practicants (a ṭabība) en la descripció de determinats procediments. El metge i cirurgià andalús de finals del segle x i principis del segle XI al-Zahrawi va escriure que certs procediments mèdics eren difícils per als metges masculins que practicaven en pacients femenines a causa de la necessitat de tocar els seus genitals. El practicant masculí havia de trobar una metgessa que pogués realitzar el procediment, metge eunuc o una llevadora que rebés instruccions del cirurgià masculí. Les llevadores van tenir un paper destacat en la prestació de l'atenció sanitària de les dones. Ibn Khaldun considera l'ofici de llevadora com noble i necessari per la civilització, i reconeix l'expertsa d'algunes dones en la pràctica mèdica en territoris de fe islàmica. Fins ara, no s'ha identificat cap tractat mèdic conegut escrit per una dona al món islàmic medieval. Un intent de conciliar la fe islàmica i un món on la dona tingui un paper igualitari el trobem en els escrits del malikista Ibn al-Hajj al-Abdari (1250-1336) en els quals il·lustra una tensió entre la seva societat ideal i una que de vegades requereix l'autoritat femenina.

## Edat Moderna

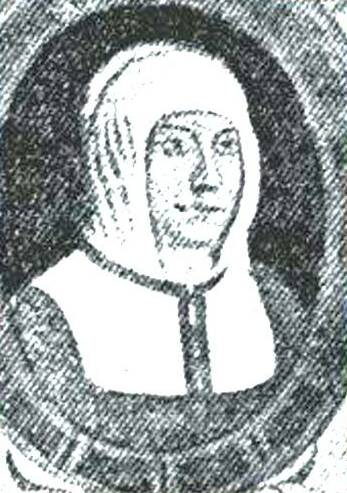
Olivia Sabuco ca 1587

Durant l'Edat Moderna la dona segueix sent vista com impúdica l'Església Catòlica, culpable del pecat original, un ésser inferior, només necessari per a la preservació de l’espècie i per atendre les necessitats de l’home.Les disciplines sanitàries es van anar professionalitzant i els cossos de barbers i cirurgians, entre d'altres, van prendre cos formal, quedant les dones fora de l'exercici de les professions mèdiques. Així ho va proclamar Enric VIII el 1540 amb la Company of Barbers and Surgeons.
La Revolució científica del XVII manté aquesta visió subordinada de la dona que es confirma a través de la difusió del coneixement per la impremta. Les dones que destacaven per les seves habilitas en aquells moments van ser titlades de bruixes i es va exercir un procés inquisitorial desefermat. Un exemple d'aquest procés és el d'Elena de Céspedes el 1587. Ddesprés d’un primer matrimoni i ser mare d’un fill, vestida d'home, va usurpar prerrogatives i prebendes masculines, entre elles la titulació fraudulenta en cirurgia vedada a la dona. En realitat, fou el primer transsexual masculí de qui tenim documentació i que va ser salvada pel Tribunal del Sant Ofici.
Com a molt, algunes dones, filles de científic rebien formació extraoficial per part d'investigadors del moment, obtenint fites que eren assumides per la part masculina. És el cas d'Oliva Sabuco de Nantes Barrera (1562-1622), filla de metge, que va rebre formació no reglada. Va escriure un tractat sobre medicina, del qual el seu pare se n’apropià l’autoria. Les dones van perdre la visibilitat però no van deixar d’actuar des de l’ombra o com a col·laboradores d’un home, donant-li a ell l’honor dels seus treballs.
Mary Wortley Montagu es reconeguda per la seva observació de la pràctica de la variolació a l'Imperi Otomà, fent inoculant el virus de la verola als seus fills. Es va haver d'enfrontar a molts prejudicis contra aquesta pràctica, ja que l'església s'hi va oposar per considerar-ho una heretgia musulmana. Posteriorment, modificant el material inoculat, el 1796, l'anglès Edward Jenner, realitzaria la primera vacuna.

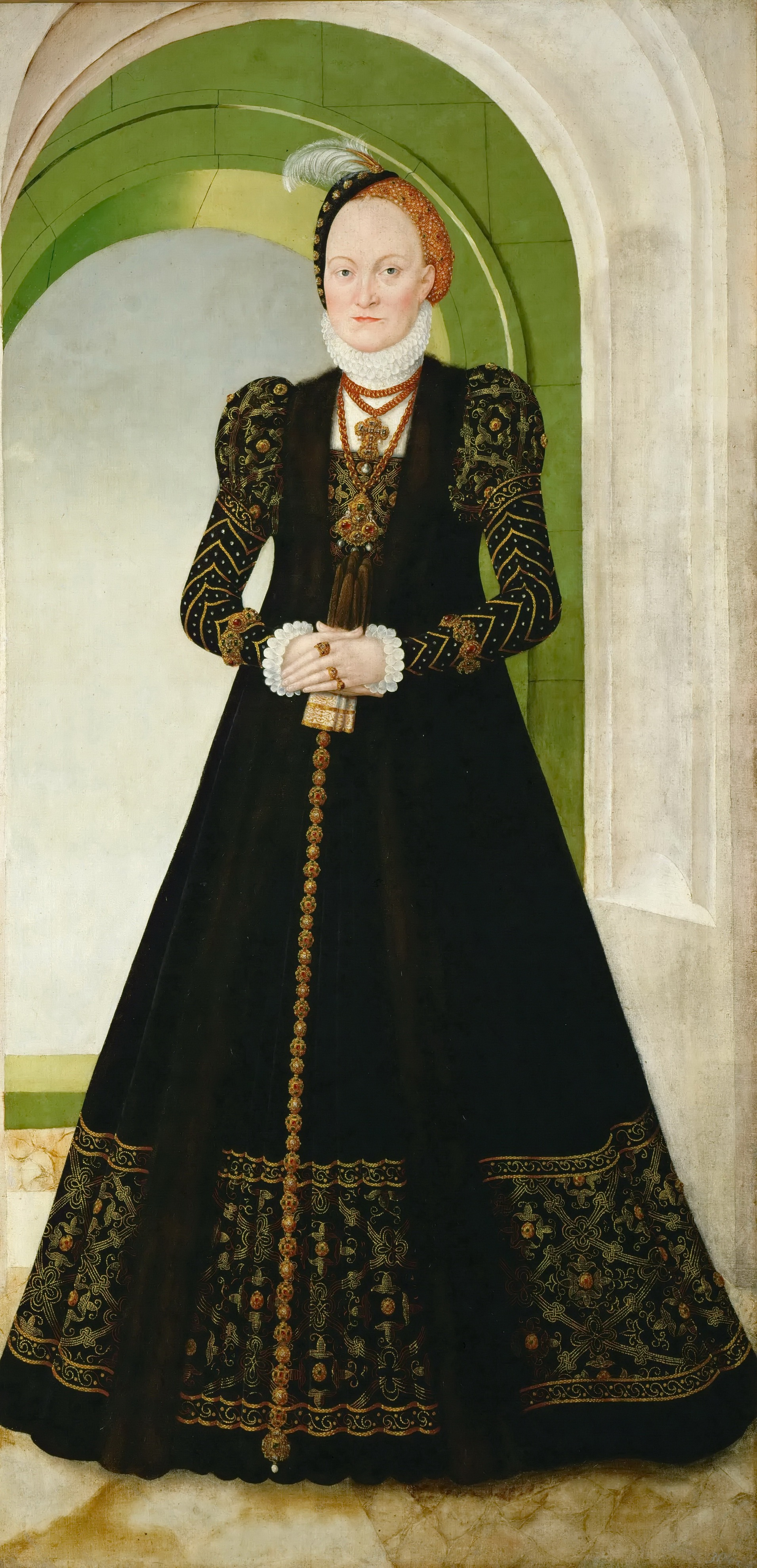
Anna de Dinamarca, Duquessa de Saxònia, pintura de Lucas Cranach el Jove (ca.1565) considerada primera farmacèutica alemanya

En aquest periode, les llevadores van millorar els seus coneixements a través de l'aprenentatge i va arribar a ser una professió ben pagada, però poc rerconeugda per les institucions del moment. Al segle XVIII, les llars acostumaven a tenir una abundància de fills, ja que les taxes de mortalitat eren força elevades, en part per les complicacions durant i després del part. Exemple d'èxit d'aquestes professionals les trobem en llevadora nord-americana Martha Ballard, que va tenir alts índexs d'èxit a l'hora de donar a llum nadons sans i la cura de les mares en el postpart.
Angélique du Coudray va esdevenir una de les dones més influents en la ginecologia de la il·lustració. El 1759, publicaria un primer llibre de text com a práctica de llevadora, Abrégé de l'art des accouchements, revisió i ampliació d'un llibre de text de partera anterior publicat el 1667. Aquesta obra va ser traduïda a l'alemany, holandès i anglès. El llibre de text va proporcionar les il·lustracions que faiclitarien les maniobres més importants i perilloses durant el part, rebent el reconeixement de Lluis XV. que va encarregar la difusió d'aquests coneixements per tot el país.
Altres dones a considerar en l'àmbit de ciències de la salut: Madeleine-Françoise Calais (ca 1713 o 1714 - 1740) va ser una dentista francesa i la primera dentista que va obtenir una llicència com a mestre dentista quan encara no estava regulada la professió. Dorothea Christiane Erxleben fou la primera dona a obtenir un doctorat en medicina a Alemanya, a la Universitat de Halle l'any 1754. Mentre que Salomée Halpir (1718 – 1763) fou una metgessa i oculista de la llavors Confederació de Polònia i Lituània que també va contravenir les normes socials del moment per exercir la seva professió, esdevenint finalment una àvida viatgera.
Pel que fa a les ciències farmacèutiques, Anna de Dinamarca (1532-1585) tot i que va ser una farmacèutica amateur no professional, és considerada com la primera dona farmacèutica d'Alemanya. Caterina Vitale (1566–1619) va ser la primera farmacèutica i química de Malta, i la primera farmacèutica dels cavallers de l'Orde de Sant Joan de Jerusalem. Maria Dauerer (1624-1688) va ser la primera farmacèutica sueca, tot i que formalment li tocaria el títol a Märtha Leth, que rebria la seva titulació a finals del XIX. I Elizabeth Gooking Greenleaf (1681–1762) la qual seria la primera dona apotecària de les Tretze Colònies, considerant-la com la primera dona farmacèutica dels Estats Units.

## Segle XIX
L'accés de la dona als estudis universtaris ha estat un procés lent i enmarcat en la lluita pels drets de les dones i igualtat d'ambdós sexes, el qual se situa a finals del XIX als Estats Units. Pel que fa als estudis de medicina es creen escoles exclusives per dones en la dècada del 1930, les quals depenien de la universitat. Paris, Zuric i el Regne Unit van continuar aquesta iniciativa. Cal tenir en compte que especialitats com obstetricia, odontologia i enfermeria eren considerades "menors" i a les quals s'hi podia accedir previ examen. Però aquesta pràctica suposava en definitiva una exclusió per l'accés als estudis superiors per a les dones. Els problemes d'accés a la universitat van ser de tot tipus amb petites victòries, com les que vam veure el 1875 amb les primeres regulacions per les quals es donava accés a les dones a la universitat. Concretament a Itàlia on per decret del 3 d'octubre el ministre Bonghi permet aquest accés prèvia presentació d'un certificat de títol secunadri i de bona conducta. Tot i així, aquesta norma naixia coixa ja que hauriem d'esperar el 1883 perquè es reguli l'accés de les dones als estudis de secundària a Itàlia.
A finals del XVIII i principis del XIX es dona un clima de debat contraposat entre els que defensen que la dona no te capacitat pe accedir al coneixement i que compta amb un rol específic dins la societat (Proudhon i Rousseau); i els que defensen que la dona disposa de les mateixes capacitats que els homes (Mary Astell, Benito Feijoo o Jean Le Rond d'Alambert) entre d'altres. En aquest escenari trobem dos episodis de transvestisme pel qual dues dones reben educació mèdica, adequant la seva fesomia com a homes: Miranda Stuart Barry, graduada el 1812 a Edinburg i Enriqueta Favez Caven de Renau, estudìant de medicina a la Sorbona i que s'enrolaria a l'armada napoleònica com a metge de l'armada, i que exerciria bona part de la seva professió al Carib.
La carrera universitària en medicina comença a desenvolupar-se de forma privada per aquelles dones que volen exercir la Medicina, però que els poders públics encara no les accepten. Es el cas de Harriot Hunt que va postular-se professionalment per exercir com a metgessa amb examen lliure a Boston el 1835. El Oberlin College va ser la primera universitat que acceptaria dones a partir del 1837, acabant per graduar-se el 1841.
Als Estats Units es genera un corrent d'empoderament femení a partir de la defensa dels drets civils impulsat per la Guerra Civil americana. En aquest context de reivindicació de les aspiracions de la dona es crearan també uns colleges per les classes dirigents nord-americanes a Barnard, Bryn Mawr, Mount Holyoke, Radcliffe, Smitt, Vassar, Wellesley, conegudes popularment com a Seven Sisters. A partir d'aqui, la carrera de Medicina seria aprovada també a Utah, Iowa, Baltimore, Yale i Cornell. Aquestes institucions van acollir dones de tot el món, com l'anglesa Elizabeth Blackwell (1849), la canadenca Emily Harvard i la brasilera Augusta Generoso Estrella, primera llatinoamericana en rebre el títol de metgessa (1881). La iniciativa de Blackwell va ser contestada per la reacció de les autoritats del Regne Unit, que modificaren la Medical Act 1858, per la qual es restrigia l'exercici de la Medicina a aquells que s'haguessin graduat en universitats britàniques.
A Europa el debat sobre l'accés de la dona a l'ensenyament superior lluità contra els models consuetudinaris establerts en la societat. Jenny d'Hericourt rebia el 1848 un grau en medicina homeopàtica a la Universitat de Paris, i va mantenir una important pol·lèmica amb Proudhon que impulsa aquest debat. Paris i Zurich van obrir els seus estudis de medicina a les dones entre 1850 i 1890, la qual cosa va provocar una matriculació internacional de moltes dones d'arreu que tenien prohibida l'accés a l'ensenyament superior als seus països d'origen. El 1865 rebia la seva graduació en farmàcia a Paris l'alemanya Matilde Theussen, el 1867 s'hi graduaria com a metgesaa la rusa Nadejda Súslova, i el 1868 l'anglesa Elizabeth Garrett Anderson.
A Anglaterra també es va impulsar un fort debat sobre l'educació de la dona en la qual es denunciava la seva naturlaesa artificial: John Stuart Mill The Subjection of Woman,1869; i Edward Clarke amb Sex in Education: a Fair chance for the Girls, 1873, que  alertava sobre els efectes perjudicials de l'educació en la capacitat reproductiva de les dones. Aquestes afirmacions van trobar resposta amb Women's Education and Woman's Health de George i Anna Manning. Entretant la Universitat d'Edinburg permetria l'accés a les dones el 1868, i a continuació ho farien la de Glasgow i Cambridge. Les dones serien doncs acceptades per l'exercici de la medicina al Regne Unit, deu anys després de les directrius de la Medical Act de 1858, la qual restringia l'exercici de la medicina per raons de sexe.
La primera llicenciada en Farmàcia va ser María Dolores Martínez Rodríguez, que començar els seus estudis universitaris a la Universitat de València, i que els va acabar a Madrid, el 1893. Gertrudis Martínez Otero, de Cádis, va estudiar a Granada (1896), així com María Blanca de Lucía Ortiz, i  María Felicia Carreño Sardiñas. Zoe Rosinach Pedrol, lleidatana, va ser la primera dona que es va doctorar en Farmàcia a l'estat espanyol.
Florence Nightingale se la considera coom la fundadora de les bases de la infermeria moderna. El 21 d'octubre de 1854 arriba a la caserna de Selimiye de l'Exèrcit Britànic en plena Guerra de Crimea. Els soldats ferits rebien tractaments inadequats, els subministraments mèdics escassejaven, amb una higiene pèssima que provocava infeccions comunes fatals, i no es comptava amb equipament adequat per processar els aliments per als pacients. El 1860 va fundar el primer programa oficial de formació d'infermeres l'Escola Nightingale per Infermeres i va rebre el reconeixement de la Reina Victòria amb l'atorgament de la Royal Red Cross el 1883. En la història de la infermeria i la medicina també hi te un lloc rellevant Vera Gedroitz, graduada a Lausana el 1898 i formada amb César Roux, va ser la primera dona cirurgiana militar a Rússia, que va servir a la Guerra Russo-Japonesa i a la Primera Guerra Mundial, treballant al costat de la tsarina Alexandra Fiódorovna Romànova,destacant pels seus treballs de cirurgia abdominal per laparotomia.

### Espanya

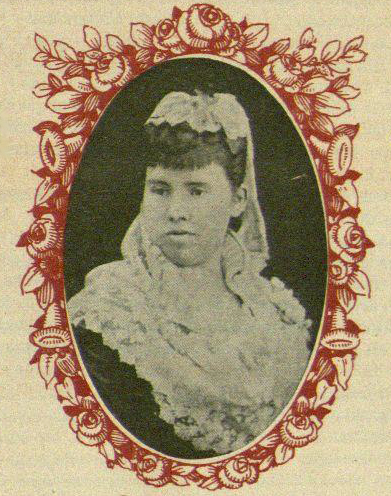
Elena Maseras, primera dona en cursar Medicina a Espanya

La visió de la dona com a subjecte de treball a la llar va imperar fins a finals del XIX. La primera dona que coneixem que va gestionar els seus estudis mèdics és la Maria Elena Maserras que es va matricular a la Universitat de Barcelona, per la qual cosa va haver de demanar permís al rei Amadeu de Saboia, amb un resultat positiu per Reial Ordre de 1871. Dolors Aleu ho faria dos anys més tard. Tant Elena com Dolors van cursar les matèries de forma privada i formalitzant l'examen lliure a posterori, per rebre el títol el 1878 com a primera metgessa catalana i espanyola. Dolors Aleu va ser la pimera dona en rebre el títol de doctora en Medicina a Espanya el 1882. Martina Castells es doctoraria també a Madrid el mateix any. Ambdues van defensar les tesis tracant el tema de l'educació en la dona: Dolors amb "De la necesidad de encaminar por nueva senda la educción higiénico moral de la mujer" i Martina "Educación fisica, moral e intelectual que debe darse a la mujer para que contribuya en grado máximo a la perfección de la humanidad".
| «                                                                          | (castellà) "... las mujeres fueran admitidas a los estudios dependientes del Ministerio de Instrucción Pública y Bellas Artes como alumnas de enseñanza privada, y que , cuando alguna solicitara matricula oficial -o sea pública-, se consultara a la Superioridad para que ésta resolviera según el caso y las circunstancias de la interesada" ("circunstancia" és ser dona" | » |
| — Real orden de 11 junio de 1888, Mujeres Pioneras en la Medicina Española | |   |

Mica a mica es va atendre la petició de l'accés a les carreres mèdiques per part de les dones ja que es va veure com una eina d'autoconeixement del propi cos i la seva reproducció, i perquè des de sempre havien exercit com a supervisores de la salut i atenent com a llevadores, infermeres i amb una ginecologia no regulada. L'accés a les carreres sanitàries per part de les dones no es va acabar aquí ja que la lluita per obtenir el títol i l'exercici professional seria una dura cursa judicial i administrativa que tardaria molt en quallar. La matriculació de dones en la primera dècada del segle XX respecte altres carreres mostra la necessitat de disposar de les carreres sanitàries oberta al sector femení.
| Evolució de la presència d'alumnes a les universitats espanyoles Cursos 1901-1902 a 1909-1910 | Evolució de la presència d'alumnes a les universitats espanyoles Cursos 1901-1902 a 1909-1910 | Evolució de la presència d'alumnes a les universitats espanyoles Cursos 1901-1902 a 1909-1910 | Evolució de la presència d'alumnes a les universitats espanyoles Cursos 1901-1902 a 1909-1910 | Evolució de la presència d'alumnes a les universitats espanyoles Cursos 1901-1902 a 1909-1910 | Evolució de la presència d'alumnes a les universitats espanyoles Cursos 1901-1902 a 1909-1910 | Evolució de la presència d'alumnes a les universitats espanyoles Cursos 1901-1902 a 1909-1910 | Evolució de la presència d'alumnes a les universitats espanyoles Cursos 1901-1902 a 1909-1910 |
| Curs                                                                                          | Medicina                                                                                      | Farmàcia                                                                                      | Filosofia i Lletres                                                                           | Ciències                                                                                      | Dret                                                                                          | Doctorat                                                                                      | Total                                                                                         |
| --------------------------------------------------------------------------------------------- | --------------------------------------------------------------------------------------------- | --------------------------------------------------------------------------------------------- | --------------------------------------------------------------------------------------------- | --------------------------------------------------------------------------------------------- | --------------------------------------------------------------------------------------------- | --------------------------------------------------------------------------------------------- | --------------------------------------------------------------------------------------------- |
| 1900-1901                                                                                     | 5                                                                                             | 2                                                                                             | 2                                                                                             | s/d                                                                                           | s/d                                                                                           | s/d                                                                                           | 9                                                                                             |
| 1901-1902                                                                                     | 5                                                                                             | 2                                                                                             | 1                                                                                             | s/d                                                                                           | s/d                                                                                           | 2                                                                                             | 10                                                                                            |
| 1902-1903                                                                                     | 6                                                                                             | 2                                                                                             | 1                                                                                             | s/d                                                                                           | s/d                                                                                           | 3                                                                                             | 12                                                                                            |
| 1903-1904                                                                                     | 3                                                                                             | 2                                                                                             | s/d                                                                                           | s/d                                                                                           | s/d                                                                                           | 2                                                                                             | 7                                                                                             |
| 1904-1905                                                                                     | 2                                                                                             | 1                                                                                             | 3                                                                                             | s/d                                                                                           | s/d                                                                                           | s/d                                                                                           | 6                                                                                             |
| 1905-1906                                                                                     | 4                                                                                             | 1                                                                                             | 2                                                                                             | s/d                                                                                           | s/d                                                                                           | s/d                                                                                           | 7                                                                                             |
| 1906-1907                                                                                     | 7                                                                                             | 2                                                                                             | 2                                                                                             | 1                                                                                             | s/d                                                                                           | s/d                                                                                           | 12                                                                                            |
| 1907-1908                                                                                     | 9                                                                                             | 2                                                                                             | 2                                                                                             | 1                                                                                             | 1                                                                                             | s/d                                                                                           | 15                                                                                            |
| 1908-1909                                                                                     | 13                                                                                            | 2                                                                                             | 2                                                                                             | 1                                                                                             | 2                                                                                             | s/d                                                                                           | 20                                                                                            |
| 1909-1910                                                                                     | 13                                                                                            | 3                                                                                             | 2                                                                                             | 1                                                                                             | 1                                                                                             | s/d                                                                                           | 20                                                                                            |

## Segle XX

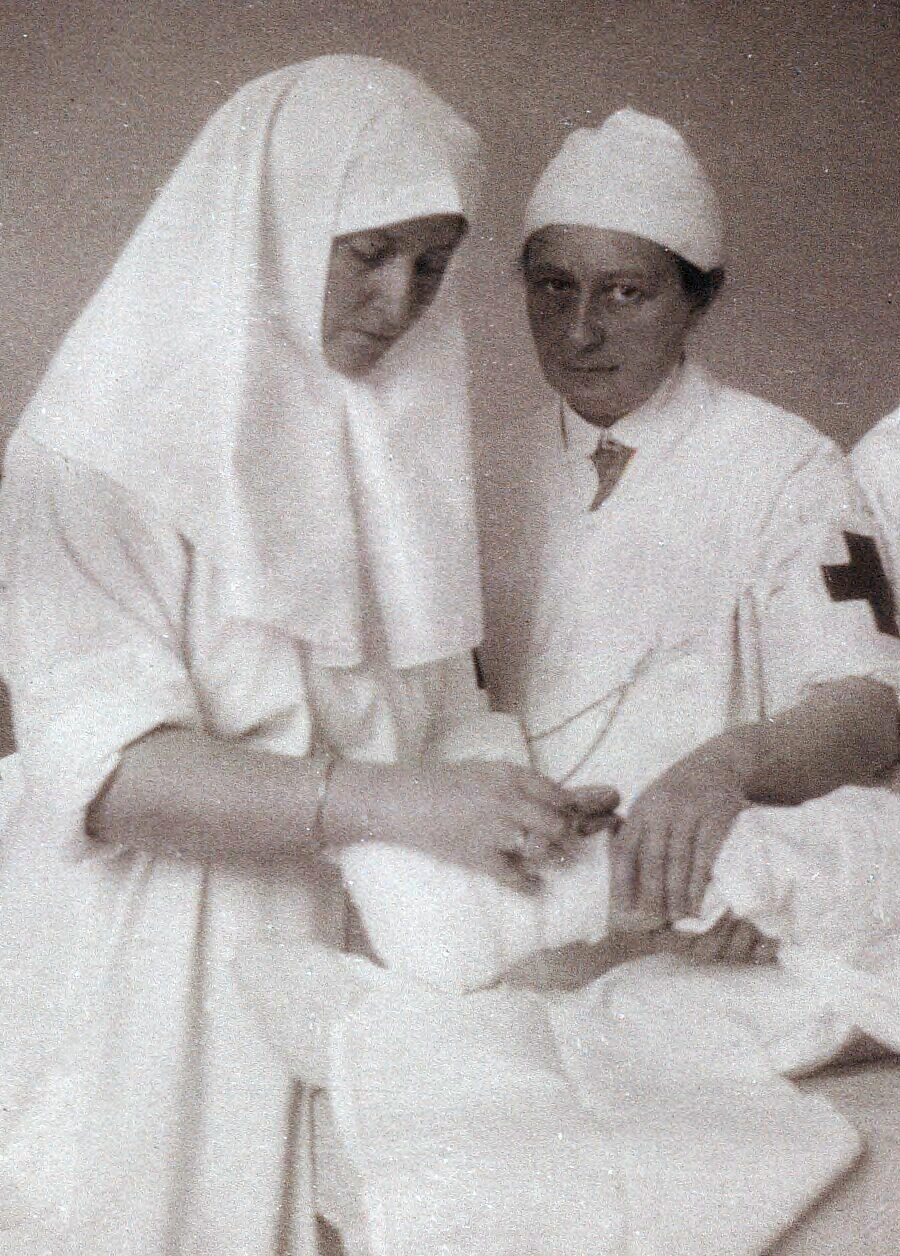
Vera Gedroitz (dreta) amb la Tsarina Alexandra Feodorovna Romanova el 1915

Entre finals dels segles XIX i XX, les dones van aconseguir grans progressos en l'accés a l'educació mèdica i l'exercici de la medicina a gran part del món. Aquests guanys de vegades van ser atenuats per contratemps. Els conflictes bèl·lics i revolucionaris de les primeres dècades del segle XX van tenir a veure pels descens documentat de les dones metgesses als Estats Units, de manera que hi havia menys dones metgesses el 1950 que el 1900. Durant la segona meitat del segle xx, les dones van obtenir avenços importants a Occident. Als USA, per exemple, les dones representaven el 9% de la matrícula total de les escoles de medicina el 1969. Aquesta xifra va augmentat fins al 20% el 1976. El 1985, les dones constituïen el 16% dels metges americans en exercici.

### Dècada dels 1970
La dècada de 1970 va marcar un augment de dones que entraven i es graduaven a les facultats de medicina als Estats Units. De 1930 a 1970, un període de 40 anys, unes 14.000 dones es van graduar a la facultat de medicina. En la dècada següent: 1970 a 1980, més de 20.000 dones es van graduar en medicina als USA. Aquest augment de dones en l'àmbit mèdic es va deure tant a canvis polítics com culturals. Dues lleis estatunidenques van aixecar les restriccions per a les dones en l'àmbit mèdic: el títol IX de les esmenes a la Higher Education Act Amendments de 1972 i la Public Health Service Act de 1975, que prohibien la discriminació per raó de gènere. El novembre de 1970, l'Assembly of the Association of American Medical Colleges es va reunir per fixar la igualtat de drets en l'àmbit mèdic.
Al llarg de la dècada, les idees de les dones sobre elles mateixes i la seva relació amb la medicina van anar canviant a causa del moviment feminista. Un fort augment de dones en l'àmbit mèdic va impulsar un desenvolupament en les relacions metge-pacient i canvis terminològics. Una àrea de la pràctica mèdica que va canviar força va ser la ginecologia. L'autora Wendy Kline va assenyalar que "per assegurar-se que les núvies joves estiguessin preparades per a la nit de noces, [els metges] van utilitzar l'examen pèlvic com una forma d'instrucció sexual".
Amb un nombre més elevat de dones inscrites a la facultat de medicina, les pràctiques mèdiques com la ginecologia van ser reformades i canviades. El 1972, la Facultat de Medicina de la Universitat d'Iowa va instituir un nou programa d'ensinistrament per a exàmens pèlvics i de mama. Els estudiants actuarien com a metge i pacient, permetent a cada estudiant entendre el procediment i crear uns exàmens més suaus i respectuosos. Amb els canvis ideològics i en pràctiques al llarg dels anys 70, el 1980 més de 75 escoles havien adoptat aquest nou mètode.
Juntament amb les dones que van entrar en l'àmbit mèdic i el moviment pels drets de la dona, va sorgir el moviment de salut de les dones que va buscar mètodes alternatius d'atenció sanitària adequats pel sexe femení. Això es va produir gràcies a la creació de llibres d'autoajuda, sobretot Our Bodies, Ourselves: A Book by and for Women: de l'edició de 1976, a l'onzena edició de 2011, Aquest llibre va donar a les dones un "manual" per ajudar a entendre el seu cos i va desafiar el tractament hospitalari i les pràctiques dels metges. A part dels llibres d'autoajuda, es van obrir molts centres de part dirigits per llevadores, centres d'avortament segur, i classes d'educació corporal de les dones, amb l'objectiu d'oferir una atenció sense jutjar a la persona. El moviment de salut de les dones, juntament amb dones implicades en l'àmbit mèdic, va obrir les portes a la investigació i la conscienciació sobre malalties de les dones com el càncer de mama i el càncer de coll uterí.

### El "sostre de vidre"
El "sostre de vidre" és un concepte que s'utilitza per transmetre els nombrosos obstacles als quals s'enfronten dones i altres minories en els seus llocs de treball. Les metgesesses de finals del segle XIX s'enfrontaven a la discriminació de moltes formes, a causa de l'actitud predominant de l'època victoriana en la qual que la dona ideal era reservada, mostrava un comportament amable, actuava amb submissió i gaudia d'un comportament i actuació que s'havia d'exercir dins i des de la llar. Els títols mèdics eren difícils d'obtenir, i un cop exercits, la discriminació dels propietaris per als consultoris mèdics, deixavem que les dones metgesses establissin el seu treball en llocs marginals.
La medicina encara esta desigualment implementada en la igualtat de gènere pel que fa a les diferents especialitats mèdiques i per a tots els països del món. El 1999 Women's Human Right's ho avançava en el seu informe. El Journal of Women's Health va fer una enquesta a mares i filles de metgesses per analitzar l'efecte que la discriminació i l'assetjament tenen sobre l'individu i la seva carrera professional. Aquest estudi va incloure el 84% de les mares metgesses que s'havien graduat en medicina abans de 1970, i la majoria dels que ho van fer als anys 50 i 60. Els autors d'aquest estudi van afirmar que la discriminació en l'àmbit mèdic va persistir després de l'aprovació de la legislació sobre discriminació del títol VII el 1965. Aquest va ser el cas fins al 1970, quan la National Organization for Women (NOW) va presentar una demanda col·lectiva contra totes les escoles de medicina dels Estats Units. El 1975, el nombre de dones en medicina gairebé s'havia triplicat i ha continuat creixent. L'any 2005, més del 25% dels metges i al voltant del 50% dels estudiants de medicina eren dones. L'augment de dones en medicina també va venir acompanyat amb un augment de dones que s'identificaven com a minoria racial/ètnica, però aquesta població encara està molt poc representada en comparació amb la població general de l'àmbit mèdic.
Dins d'aquest estudi específic, el 22% de les mares metgesses i el 24% de les filles metgesses es van identificar com a minoria ètnica. Aquestes dones van denunciar haver experimentat casos d'exclusió de les oportunitats professionals com a conseqüència de la seva raça i gènere. Segons aquest article, les dones tendeixen a tenir menys confiança en les seves habilitats com a metgesses, però el seu rendiment és equivalent al dels seus homòlegs masculins. Aquest estudi també va comentar l'impacte de la dinàmica de poder dins de la facultat de medicina, que s'estableix com una jerarquia que, en última instància, configura l'experiència educativa. Els casos d'assetjament sexual s'atribueixen a les altes taxes de desgast de les dones en els camps STEM.

### Dones "Nobels" en Medicina i Fisiologia
Dels 230 nobels guardonats amb el Premi Nobel de Medicina i Fisiologia només 30 dones han guanyat el Premi (5.6%) D'aquests 13 només hi ha hagut un premi que hagi estat concedit en exclusivitat, el de Barbara McClintock del 1983. La resta van estar concedits de forma compartida amb altres homes o de forma simultània amb altres dones.
Llista de nobels femenins en Medicina
| Num. | Any  | Fotografia | Nom                         | Naixement                                                                       | Mort                                                        | Mèrits |
| ---- | ---- | ---------- | --------------------------- | ------------------------------------------------------------------------------- | ----------------------------------------------------------- | --- |
| 1    | 1947 |            | Gerty Radnitz-Cori          | 15 Agost 1896 Praga Imperi Austrohongarès                                       | 26 October 1957 Glendale, Missouri, Estats Units            | ""pel seu descobriment del curs de la conversió catalítica del glicogen." (compartit amb Carl Ferdinand Cori i Bernardo Houssay)                                             |
| 2    | 1977 |            | Rosalyn Yalow               | 19 Juliol 1921 New York City, Estats Units                                      | 30 Maig 2011 The Bronx, Nova York, Estats Units             | "pel desenvolupament del radioimmunoassaig en of hormona peptídica." (compartit amb Roger Guillemin i Andrew Schally)                                                        |
| 3    | 1983 |            | Barbara McClintock          | 16 Juny 1902 Hartford, Connecticut, Estats Units                                | 2 Setembre 1992 Huntington, Nova York, Estats Units         | "pel descobriment dels transposons d'ADN." |
| 4    | 1986 |            | Rita Levi-Montalcini        | 22 Abril 1909 Torí, Regne d'Itàlia Actualment la Itàlia                         | 30 Desembre 2012 Roma, Itàlia                               | "per les seves investigacionis dels factors de creixement." (compartit amb Stanley Cohen)                                                                                    |
| 5    | 1988 |            | Gertrude Belle Elion        | 23 Gener 1918 Nova York, Estats Units                                           | 21 Febrer 1999 Chapel Hill, Carolina del Nord, Estats Units | "pels seus descobriments dels principis dels principis de tractament farmacològic." (compartit ambJames W. Black i George H. Hitchings)                                      |
| 6    | 1995 |            | Christiane Nüsslein-Volhard | 20 Octubre 1942 Magdeburg, Saxòlia-Anhalt, Tercer Reich Actualment Alemanya\|   |                                                             | "pels seus descobriments sobre el control genètic del desenvolupament embrionari." (compartit amb Edward B. Lewis i Eric F. Wieschaus)                                       |
| 7    | 2004 |            | Linda Buck                  | 29 Gener 1947 Seattle, Washington, Estats Units\|                               |                                                             | "pels seus descobriments de receptors olfactius i l'organització del sistema olfactori"" (compartit amb Richard Axel)                                                        |
| 8    | 2008 |            | Françoise Barré-Sinoussi    | 30 Juliol 1947 Paris, França Lliure Quarta República Francesa Actualment França |                                                             | "pel seu descobriment del VIH, virus de la immunodeficiència humana." (compartit amb Harald zur Hausen i Luc Montagnier)                                                     |
| 9    | 2009 |            | Elizabeth Blackburn         | 26 Novembre 1948 · Hobart, Tasmània, · Austràlia                                |                                                             | "pel descobriment de com els cromosomes estan protegits pels telòmers i l'enzim telomerasa." (compartit amb Jack W. Szostak)                                                 |
| 10   | 2009 |            | Carolyn Greider             | 15 Abril 1961 · San Diego, California, · Estats Units                           |                                                             | "pel descobriment de com els cromosomes estan protegits pels telòmers i l'enzim telomerasa." (compartit amb Jack W. Szostak)                                                 |
| 11   | 2014 |            | May-Britt Moser             | 4 Gener 1963 Fosnavåg, Noruega\|                                                |                                                             | "pels seus descobriments de cel·la de quadrícula que constitueixen un sistema de posicionament al cervell." (compartit amb Edvard Moser i John O'Keefe)                      |
| 12   | 2015 |            | Tú Yōuyōu                   | 30 Desembre 1930 Ningbo, Zhejiang, Actualment Xina\|                            |                                                             | "pels seus descobriments sobre una nova teràpia contra la malària." (compartit amb William C. Campbell i Satoshi Ōmura)                                                      |
| 13   | 2023 |            | Katalin Karikó              | 17 Gener 1955 Szolnok, Hongria República Popular d'Hongria Actualment Hongria\| |                                                             | "pels seus descobriments sobre l'ARN missatger amb nucleòsids modificats que van permetre el desenvolupament del Vaccí d'ARN contra COVID-19." (compartit amb Drew Weissman) |

## Medicina contemporània
A principis del segle XXI, a les nacions industrialitzades, les dones han aconseguit avenços importants, però encara no han aconseguit la paritat en tota la professió mèdica. A partir del 2003 han tingut majoria en les peticions d'accés a les facultats de medicina dels Estats Units. El 2007-2008, les dones van representar el 49% dels peticions d'ingrés a les facultats de medicina dels Estats Units, i el 48,3% de les peticions van ser acceptades. Aquest escenari ha anat canviant progressivament ja que per exemple a Espanya, el curs 2022/2023 van cursar la carrera de Medicina 43.561 persones, de les quals el 70,6% eren dones i el 29,4% homes. Això suposa un augment en la diferència de gairebé el 5% respecte al curs 2015/2016, quan els matriculats eren 65,7% dones i 34,3% homes, i que confirma la tendència de feminització de la medicina i de la sanitat en general a Espanya.
Segons l'Association of American Medical Colleges (AAMC) , el 48,4% (8.396) dels títols de medicina concedits als EUA el 2010-2011 van ser obtinguts per dones, un augment del 26,8% el 1982-1983. Tot i aquesta participació significativa de la dona en l'àmbit mèdic, un estudi de 2013-2014 demostrava que hi ha moltes menys dones en llocs de lideratge dins de l'àmbit acadèmic de la medicina. Així doncs es mostrava que les dones representaven el 16% dels degans, el 21% dels professors i el 38% del professorat, en comparació amb els seus homòlegs masculins.
La pràctica de la medicina segueix sent desproporcionadament masculina en general. A les nacions industrialitzades, la recent paritat de gènere dels estudiants de medicina encara no ha arribat a la paritat a la pràctica. Hi ha desviacions dins de la professió mèdica: algunes especialitats mèdiques, com la cirurgia, estan força dominades pels homes, mentre que altres especialitats estan dominades ja pel sexe femení. En diverses àrees diferents de la medicina  els professionals mèdics tendeixen a sobreestimar la representació real de les dones, la qual cosa es correlaciona amb una disminució de la voluntat de donar suport a les iniciatives basades que afavoreixin la paritat de gènere.
Les dones continuen dominant en la infermeria. L'any 2000, el 94,6% de les infermeres registrades als Estats Units eren dones. En el conjunt de les professions sanitàries americanes, les dones arribaven aproximadament 14,8 milions, a partir del 2011. A Espanya el 84% del professionals d'infermeria són dones (2018) i el 82,5 de titulats en aquesta carrera el curs 2021/2011 són dones.
La recerca biomèdica i el professorat de les facultats de medicina, també són desproporcionadament masculins. La investigació sobre aquest tema, anomenada "leaky pipeline" pels National Institutes of Health, mostra que, si bé les dones han aconseguit la paritat amb els homes a l'hora d'entrar a les escoles de postgrau, una varietat de discriminacions les fa abandonar en cada etapa del curs acadèmic: postgrau, postdoctorat, càrrecs de professorat, aconseguint la titularitat; i, en última instància, en rebre el reconeixement en feines innovadores.